# Provincia di Cercado (Cochabamba)
La provincia di Cercado è una delle 16 province del dipartimento di Cochabamba, nella parte centrale della Bolivia. Il capoluogo è Cochabamba.
Secondo il censimento 2001, contava una popolazione di 517.024 abitanti.

## Geografia antropica

### Suddivisioni amministrative
La provincia comprende 1 comune:
- Cochabamba